# Gordon November

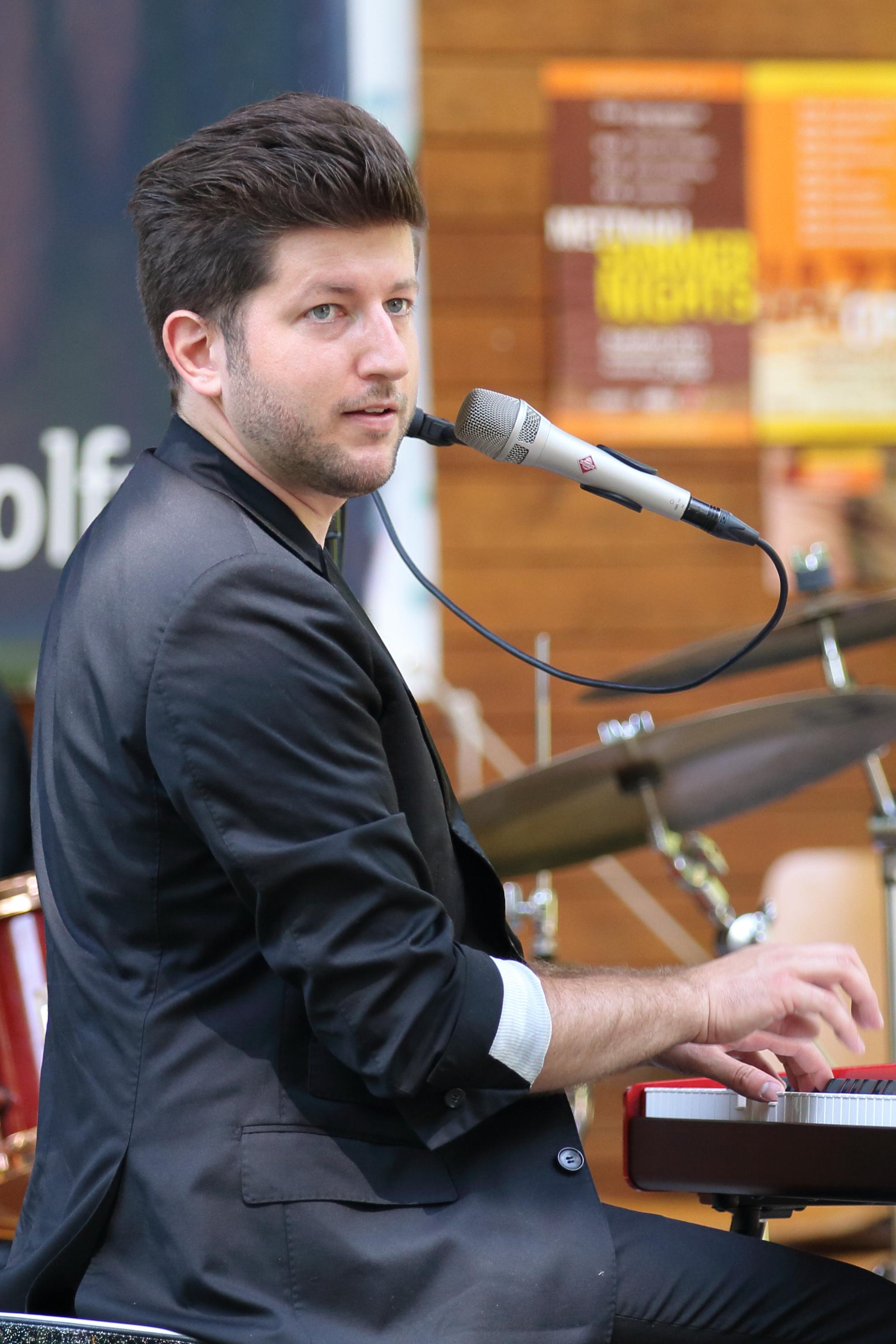
Gordon November (2015)

Gordon November (* 23. November 1985 in Tuttlingen; bürgerlich Gordon Sven Buschle) ist ein deutscher Liedermacher, Sänger und Pianist. Er ist in den Genres Pop und Chanson einzuordnen. Meistens begleitet er sich selbst am Klavier.

## Leben
Gordon November wurde von seinem sechsten bis zum 19. Lebensjahr in Klavier, klassischem Gesang, Kirchenorgel, Akkordeon, E-Gitarre und Schlagzeug unterrichtet. Klavier und Gesang sind seine Hauptinstrumente. Er wuchs in Nendingen auf und legte im Jahr 2005 sein Abitur am Tuttlinger Immanuel-Kant-Gymnasium ab. Anschließend studierte er an der Hochschule Konstanz Betriebswirtschaft. Im Jahr 2010 beendete er sein Studium mit dem Diplom.
Im Jahr 2015 veröffentlichte Gordon November sein erstes Studioalbum XI. Seine Singles Hand an den Sternen, Noch ein Liebeslied und Nimmerland wurden bundesweit im Radio gespielt. Seine darauf folgende Radiotour führte ihn unter anderem durch diverse Funkhäuser unter anderem vom SWR, BR, MDR und NDR.

## Preise und Auszeichnungen (Auszug)
- Potsdamer Chansonpreis, 1. Preis + Publikumspreis: Als jüngster Teilnehmer gewann er im November 2011 sowohl den 1. Jurypreis als auch den Publikumspreis.[2]
- Der Troubadour: Publikumspreis[3]
- Deutsch-Französischer Chanson- und Liedermacherpreis: Im Oktober 2011 gewann Gordon November den mit 1000 EUR dotierten 2. Preis.[4]
- Celler Schule: Im Jahr 2010 nahm er als einer der Stipendiaten der GEMA-Stiftung an der Celler Schule teil.[5]
- SWR3-Nachswuchsfestival, 2009 in Backnang: Seine Komposition „Auf der B310“ wurde als bester Song ausgezeichnet.[6]

## Diskografie
- 2015: XI, Album, bei Artists & Acts (Universal Music)